# 2021 à la télévision
2021 à la télévision désigne l'ensemble des événements marquants de l'année 2021, dans le domaine des séries télévisées.
| Années de la télévision : 2018 - 2019 - 2020 - 2021 - 2022 - 2023 - 2024    |
| Décennies de la télévision : 1990 - 2000 - 2010 - 2020 - 2030 - 2040 - 2050 |

## Événements
- 4 janvier : premier 13h de Marie-Sophie Lacarrau (TF1) et Julian Bugier (France 2)
- 6 janvier : nouvel habillage de TF1[1].
- 22 janvier : Arrêt de jeu Personne n'y avait pensé sur  France 3
- Mars : diffusion sur Netflix du documentaire événement Nevenka Fernández brise le silence de Maribel Sánchez-Maroto, relatant l'un des premiers cas gagnés en justice du mouvement MeToo en Europe[2]
- 22 juillet : dernière de Nagui du jeu Tout le monde veut prendre sa place après 15 ans de présence
- Du 23 juillet au 8 août : Jeux Olympiques d'été à Tokyo, au Japon sur France Télévisions proposeront En direct au total 650 heures d'antenne.
- 31 juillet : la chaîne algérienne TV Al Djazairiya, qui était auparavant chaîne familiale, devient une chaîne pour la jeunesse et est renommée TV6 Echababiya.
- 2 août : Arrêt de la chaîne de VH1 Europe, elle est remplacée par MTV 00s[3].
- 9 août : Arrivée de Laurence Boccolini dans Tout le monde veut prendre sa place sur France 2.
- 21 août : Arrêt du jeu Les Z'amours sur France 2[4].
- 23 août : Arrivée de Chacun son tour sur France 2 présenté par Bruno Guillon.
- 27 août : Arrêt de l'émission Les Minikeums sur France 4.
- 29 août : Arrêt du jeu Joker sur France 2[5].
- 30 août : Arrêt de la chaîne Canal+ Family[6].
- 25 septembre : « Tudum », évènement en 3 heures par Netflix[7],[8]

## Séries télévisées

### Diffusées dans les pays anglophones
- Diffusion de la saison 4 de 9-1-1 sur Fox
- Diffusion de la saison 2 de 9-1-1: Lone Star sur Fox
- Diffusion de la saison 3 de All American sur The CW
- Diffusion de la saison 4 de The Rookie : Le Flic de Los Angeles sur ABC
- Diffusion de la saison 13 de la deuxième série Doctor Who sur BBC One

## Principaux décès
- 22 février : Ekaterina Gradova, actrice de télévision russe, (° 1946).
- 13 mars : Murray Walker, commentateur de Formule 1 sur la télévision britannique, (° 1923).
- 26 juin : John Langley, producteur de séries télévisées américain, (° 1943).
- 3 octobre : Bernard Tapie, homme d'affaires et homme politique français (° 1943).
- 3 novembre : Bob Baker, scénariste de la série Doctor Who, (° 1939).